# Sparrhorn
Sparrhorn – szczyt w Alpach Berneńskich, części Alp Zachodnich. Leży w Szwajcarii w kantonie Valais. Należy do głównego łańcucha Alp Berneńskich. Można go zdobyć ze schroniska Oberaletschhütten (2640 m), Fusshornbiwak (2562 m) lub Hotel Belalp (2130 m).